# باشگاه والیبال زسکا صوفیه
باشگاه والیبال زسکا صوفیه (به انگلیسی: CSKA Sofia) باشگاه حرفه‌ای والیبال در صوفیه، بلغارستان است که در لیگ برتر والیبال بلغارستان به رقابت می‌پردازد. زسکا صوفیه یکی از موفق‌ترین و پرافتخارترین باشگاه‌های اروپا و بلغارستان است که موفق به کسب قهرمانی ۲۰ دوره لیگ بلغارستان و قهرمانی ۲ دوره لیگ قهرمانان اروپا شده‌است.

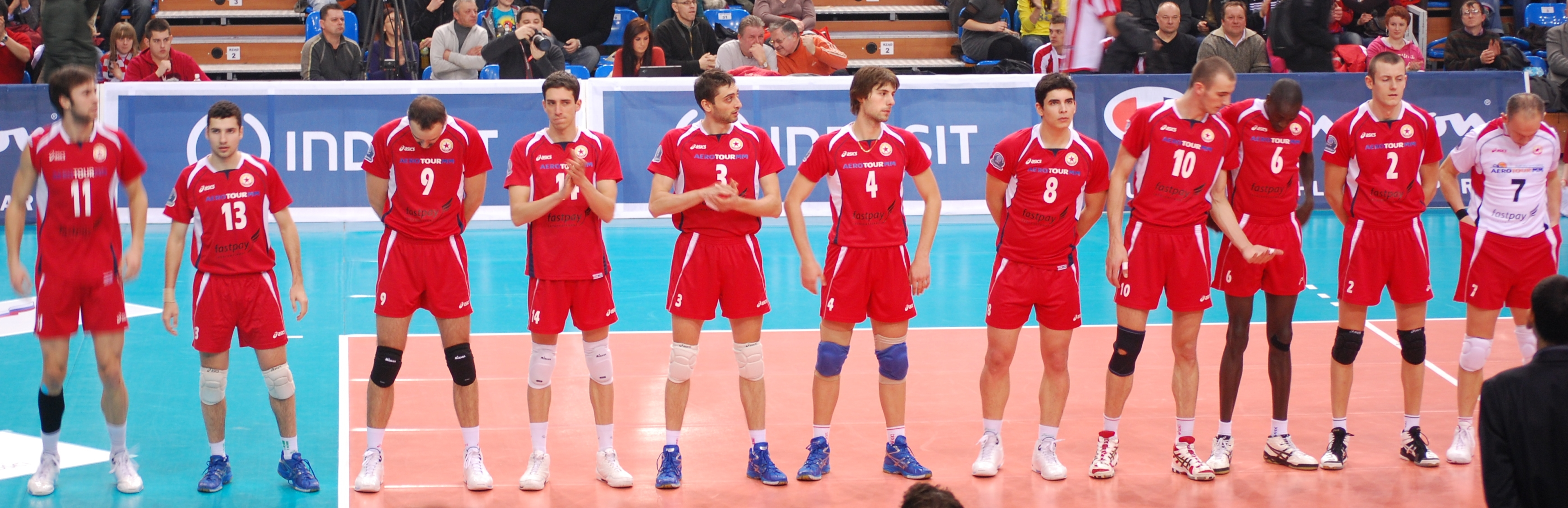
زسکا صوفیه (مردان)